# Ksenia Rappoport
Ksenia Aleksándrovna Rappoport (ruso: Ксения Александровна Раппопорт) (25 de marzo de 1974, Leningrado, Unión Soviética) es una actriz rusa que ha trabajado para películas de la Unión Soviética, Rusia, Italia, Noruega, Francia y Estados Unidos. Sin embargo, su película más conocida es La desconocida (2006), en donde interpreta a una joven ucraniana con un terrible pasado que viaja a Italia en busca de trabajo.

## Biografía
Rappoport nació en Leningrado, SFSR rusa, Unión Soviética (actual San Petersburgo, Rusia) en el seno de una familia judía. Debutó en el cine a los 16 años, mientras que la decisión de convertirse en actriz se vio influida por su papel en la película Get Thee Out.
En el año 2000, se graduó en la Academia Estatal de Artes Teatrales de San Petersburgo (SPbGATI), donde estudió en la clase de VM Filshtinsky e inmediatamente fue invitada a formar parte del grupo de aprendices del Teatro Dramático Maly, donde actualmente es actriz.  Xenia interpretó a Nina Zarechnaya en La gaviota dirigida por Lev Dodin en 2001, también interpretó a una niña en Claustrofobia (MDT), a Elena Andreyevna en Tío Vania (Premio "Focos de oro" en 2003 a la mejor actriz) y a Sofía en Obra sin nombre dirigida por Lev Dodin en MDT, a Yocasta en Edipo Rey, a Beatriz en El siervo de dos amos y a Ismenio en Antígona (Teatro Estatal en Fundición).
Sus primeras películas fueron ¡Vete! (1991) y Prokhindiada 2 (1994) en la Unión Soviética, Ana Karenina (1997) en Estados Unidos y Tsvety Kalenduly (1998) en Rusia.
También trabajó en las series "Banditski Peterburg: Kraj Antibiotika" (2001), "Po Imeni Baron" (2002), "Ved Kongens Bord" (Noruega, 2005), "Esenin" (2005), "Likvidatsiya" (Rusia, 2007) e "Isayev" (2008).
El año 2006 protagonizó La desconocida, película italiana que la llevó a la fama. Recibió dos premios por esta actuación.
El 2009 ganó la prestigiosa Copa Volpi por su actuación en La doble hora (2009). En diciembre de 2009, recibió el título de Artista de Honor de la Federación Rusa.

## Filmografía

### Series y Televisión
- "Banditskiy Peterburg: Krakh Antibiotika" (2001)
- "Po Imeni Baron" (2002)
- Nevestka (2003) (TV)
- Sissi, la emperatriz rebelde (2004) (TV)
- "Ved Kongens Bord" (2005)
- "Esenin" (2005)
- "Likvidatsiya" (2007)
- "Isayev" (2008)

### Cine
- ¡Vete! (1991)
- Projindiada 2 (1994)
- Ana Karenina (1997)
- Margaritas en flor (1998)
- ¡Voy a pagar por adelantado! (1999)
- El jinete llamado muerte (2004)
- La desconocida (2006)
- Kacheli (2008)
- Día de Yuri (2008)
- El hombre que ama (2008)
- Italianos (2009)
- La hora doble (2009)
- Cuento XXI (2009)
- El padre y el extranjero (2010)
- Dva dnya (2011)
- Noi 4 (2014)

## Premios

### Capri
| Año  | Resultado | Premio                | Categoría/Destinatario(s)                            |
| ---- | --------- | --------------------- | ---------------------------------------------------- |
| 2006 | Ganadora  | Premio Especial Capri | Actriz Revelación del Año Por: La desconocida (2006) |

### David di Donatello
| Año  | Resultado | Premio | Categoría/Destinatario(s)               |
| ---- | --------- | ------ | --------------------------------------- |
| 2007 | Ganadora  | David  | Mejor Actriz Por: La desconocida (2006) |

### Cine Europeo
| Año  | Resultado | Premio              | Categoría/Destinatario(s)               |
| ---- | --------- | ------------------- | --------------------------------------- |
| 2007 | Nominada  | Premio Cine Europeo | Mejor Actriz Por: La desconocida (2006) |

### Festival de Venecia
| Año  | Resultado | Premio     | Categoría/Destinatario(s)              |
| ---- | --------- | ---------- | -------------------------------------- |
| 2009 | Ganadora  | Copa Volpi | Mejor Actriz Por: La doble hora (2009) |